# Neil Martin (Mathematiker)
Neil Martin (* 3. September 1972) ist ein britischer Mathematiker und der aktuelle Leiter von Operations Research der Scuderia Ferrari.

## Karriere
Nach dem Studium der Mathematik und der Informationswissenschaft an der University of Southampton war das erste Betätigungsfeld von Martin in der Formel 1, die Abteilung für Rennstrategie bei McLaren Racing. Bekannt wurde er 2005, als sein Eingriff in die Strategie des Teams beim Großen Preis von Monaco McLaren den Sieg brachte. Martin weilte damals am Unternehmersitz in Woking; während einer Safety-Car-Phase sandte er eine E-Mail an die McLaren-Box, das nur aus zwei Worten bestand: Stay Out. Kimi Räikkönen verzichtete auf einen Boxenstopp und gewann das Rennen.
Nach der Fehlentscheidung des damaligen Ferrari-Chefingenieurs Chris Dyer beim Großen Preis von Abu Dhabi 2010, der Fernando Alonso, im Dreikampf gegen die Red-Bull-Piloten Sebastian Vettel und Mark Webber, den Weltmeistertitel kostete, kam Martin 2010 gemeinsam mit Pat Fry zu Ferrari, wo er seither die Rennstrategien mitverantwortet.